# El Pla d'Olius
El Pla d'Olius és una masia del municipi d'Olius inclosa en l'Inventari del Patrimoni Arquitectònic de Catalunya.

## Descripció
Masia de planta rectangular, orientada nord- sud, amb teulada a doble vessant. La façana principal es troba a la cara nord, porta d'arc de mig punt adovellada, l'arc escapçat per un balcó construït posteriorment. A la cara sud, s'hi ha obert també posteriorment una altra porta. L'entrada és de pedra i en una de les parets laterals hi ha una gran arcada d'arc de mig punt, resseguida per grosses dovelles, actualment cegada i amb la part superior tapada per la paret construïda al damunt. Cal ressaltar la construcció adossada a la cara nord, en forma de torre rectangular i possiblement la part més antiga de la casa. Parament de pedres irregulars i sense tallar.
A l'entorn de la casa hi ha diversos coberts, amb sostres de bigues i entrada d'arc de mig punt adovellada.

## Història
Masia del segle XVII-XVIII, de la qual no hem trobat gaires referències històriques. Al segle xix, passaren a habitar-la gent del Vilar de Simosa, reformant pràcticament tota la casa. En resta un arc a l'entrada, tapiat per una paret que possiblement fos l'arcada d'entrada de la primitiva construcció.
Segons fonts orals, l'arc que es va tapiar podria ser l'entrada principal de la casa antiga del Pla, l'actual és una construcció del segle xvi, però la documentació de la casa és molt anterior.